# جیمی هارت
جیمی هارت (انگلیسی: Jimmy Hart؛ زادهٔ ۱ ژانویهٔ ۱۹۴۴) یک آهنگساز، و خواننده اهل ایالات متحده آمریکا است.
وی همچنین برنده جوایزی مثل تالار شهرت دبلیودبلیوئی شده است